# Station Villeneuve-la-Guyard
Station Villeneuve-la-Guyard is een spoorwegstation in de Franse gemeente Villeneuve-la-Guyard.